# Onega (jezioro)
Onega (ros. Онежское озеро, Onieżskoje oziero, także Онегo, Oniego; wep. Änine, karel. Oniegu, fin. Ääninen lub Äänisjärvi) – drugie co do wielkości jezioro w Europie (po jeziorze Ładoga), położone w północno-zachodniej Rosji (w Republice Karelii, na obszarze obwodów leningradzkiego i wołogodzkiego), między jeziorem Ładoga i Morzem Białym. Powierzchnia 9720 km², długość 248 km, szerokość 80 km, maksymalna głębokość 127 m. Na jeziorze znajduje się ok. 1650 wysp o łącznej powierzchni 260 km² (największe to Wielka Klimecka i Wielka Lelikowska oraz znana z licznych zabytków wyspa Kiży, na której umiejscowiono kompleks zabytkowych budynków z całego regionu Karelii). Na Kiży znajduje się jedna z najważniejszych dla religii prawosławnej świątyń, Cerkiew Przemienienia Pańskiego, którą corocznie odwiedzają rzesze pielgrzymów. W okresie zimowym, jezioro Onega pokrywa lód, niekiedy skuwając całą jego powierzchnię. Akwen staje się nieżeglowny, co powoduje, że transport pomiędzy wyspami odbywa się przy pomocy poduszkowców i śmigłowców.
Do Onegi uchodzi ok. 50 rzek, największe z nich to: Szuja, Suna, Wodła, Andoma, Megra. Z jeziora wypływa rzeka Swir.

## Gospodarka

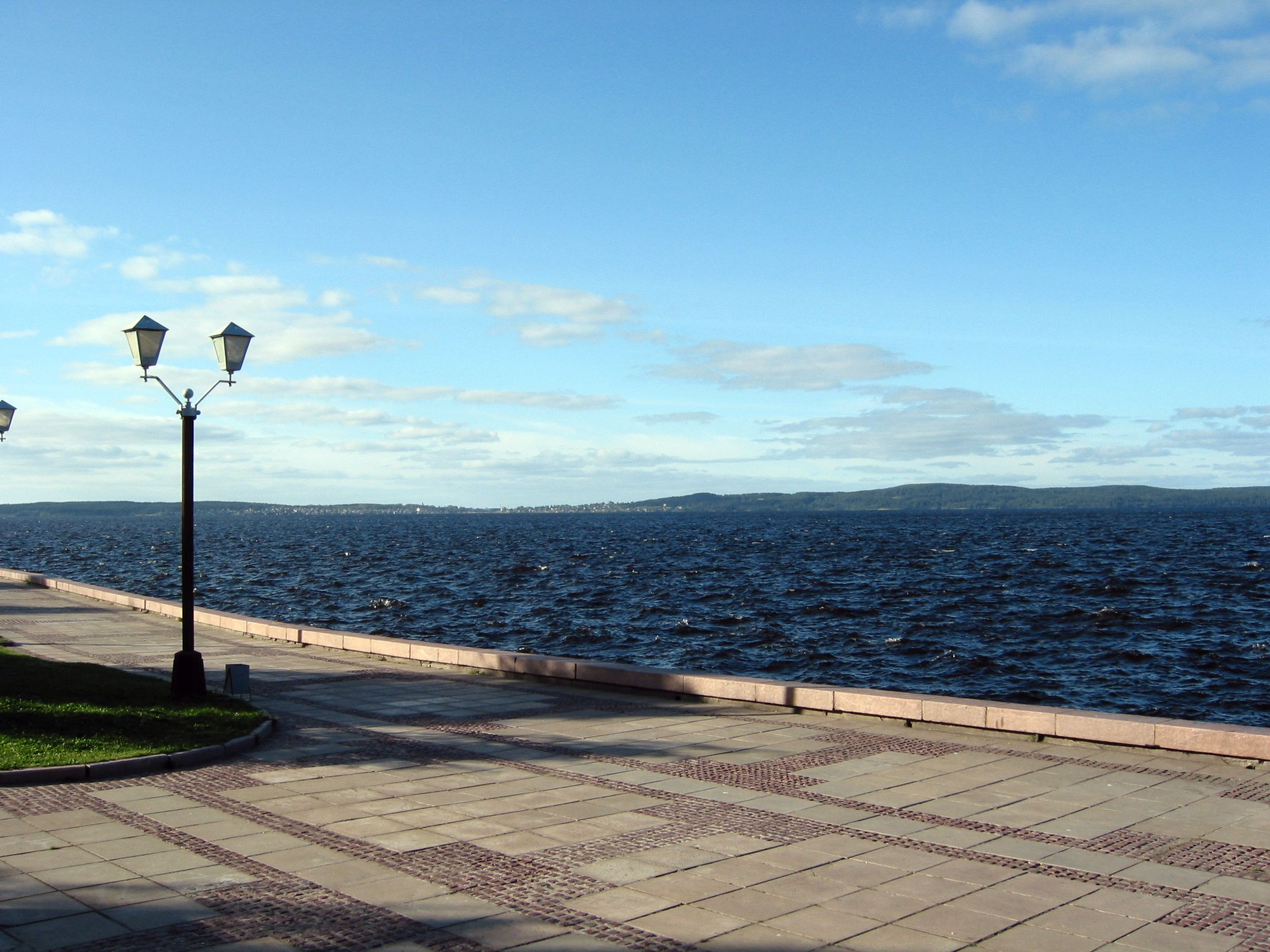
Widok na jezioro Onega z nabrzeża Pietrozawodska

Jezioro Onega stanowi istotny punkt transportowy i gospodarczy, w okolicznych wsiach i miastach silnie rozwinięte jest rybołówstwo i gałęzie z nim związane. Przemysł rybny był ważną gałęzią gospodarki regionu, nagłe przemiany po rozpadzie ZSRR, oraz rabunkowa gospodarka znacząco ograniczyły tą gałąź gospodarki, która mocno straciła na znaczeniu.
Możliwości transportowe, jakie dają liczne rzeki oraz jezioro Onega, w znaczący sposób przyczyniły się również do rozwoju przemysłu ciężkiego i drzewnego w Pietrozawodsku czy Miedwieżjegorsku. Istotnym wydarzeniem była budowa Kanału Białomorsko-Bałtyckiego, która umożliwiła połączenie Morza Białego z Morzem Bałtyckim. W okresie wiosennym oraz letnim jezioro wykorzystywane jest do transportu surowców z północnych portów, spławiane nią jest również drewno, które transportuje się aż do Petersburga.
Po przemianach lat 90. XX w., wzrosło natomiast znaczenie turystyki i rekreacji. Coraz popularniejsze stały się łowiectwo, rafting, kitesurfing, żeglarstwo, nurkowanie.

## Inne
Jezioro Onega stanowi również miejsce zmagań sportowych, zimą odbywają się ekstremalne biegi po zamarzniętej tafli jeziora jak i wyścigi bojerów i łyżwiarzy.
W marcu 2010 roku udało się po raz pierwszy w historii przejść po tafli całe jezioro Onega. Trasę o długości 145 km pokonało czterech Polaków: Mateusz Augustynowicz, Łukasz Czabanowski, Piotr Kondraciuk i Konrad Kajszczarek.